# Paul de Borman
Pour les articles homonymes, voir Borman.
Le chevalier Paul de Borman est un joueur belge de tennis né le 1er décembre 1879 à Saint-Josse-ten-Noode et décédé le 21 avril 1948 à Ostende. En 1904, il est demi-finaliste à Wimbledon et finaliste de la Coupe Davis.

## Carrière
Il a été neuf fois champion de Belgique entre 1898 et 1912.
Demi-finaliste au tournoi de Wimbledon en 1904 où il perd contre Josiah Ritchie (6-3, 6-1, 6-1), il participe également en 1902, 1905, 1909, 1911, 1912, 1913, 1914, 1920, 1921, 1922.
1/2 en double à Wimbledon en 1902 et 1904 avec Willy Le Maire de Warzée.
En 1904, il est finaliste de la Coupe Davis au côté de Willy Le Maire de Warzée contre le Royaume-Uni.
Footballeur au Léopold Football Club, il participa à dix championnats de division 1 belge de 1895 à 1905.
Bien que le Léopold FC ait été fondé le 11 février 1893 et n'ait obtenu le titre de Société Royale que le 1er février 1921, on raconte que de Borman est cofondateur du Royal Léopold Club en 1898 et est ensuite devenu président de la division de tennis du Royal Léopold Club. De 1931 à sa mort en 1948, il a été président du conseil d'administration du club.
A plusieurs reprises et notamment de 1946 à 1947, il a été président de la Fédération internationale de tennis.
La Coupe du championnat junior belge porte son nom. Le stade du Royal Léopold Club, qui a été construit en 1952, porte également son nom.
Le 29 juin 1907 à Saint-Gilles-lez-Bruxelles, il épouse Anne de Selliers de Moranville, fille du général de Selliers de Moranville, et joueuse de tennis reconnue. Elle a représenté la Belgique aux Jeux olympiques de 1920 avec Jean Washer, et aux Jeux olympiques de 1924. Ils ont eu trois enfants, Geneviève (née en 1908), Léopold (né en 1909) et Myriam (né en 1915). Léopold de Borman (1909 – 1979) fut aussi un grand joueur de tennis, et associé en affaires avec le fils de Jean Washer, Philippe Washer.

## Palmarès

### Titres en simples
- 1899 à Spa bat John Flavelle (4-6, 6-2, 1-6, 6-3, 6-4)
- 1903 au Championnat international de Belgique bat Willy le Maire de Warzée d'Hermalle (6-2, 6-3, 6-3)
- 1903 Ostende bat Clarence Hobart (6-2, 10-8, 4-6, 6-0)
- 1909 La Haye bat A. Broese van Groenou (6-2, 6-1, 6-4)[1]

### Finales en simples
- 1899 à Bruxelles perd contre Herbert Barrett (6-2, 6-0, 6-2)
- 1900 au Championnat des Pays Bas perd contre John Flavelle (4-6, 6-2, 6-4, 7-5)
- 1900 au Championnat international de Belgique perd contre Herbert Barrett (6-3, 6-2, 6-2)
- 1902 à Bruxelles perd contre Herbert Barrett (6-3, 7-5, 7-5)
- 1903 à Bruxelles perd contre Herbert Barrett (6-4, 6-3, 3-6, 6-3)
- 1904 Ostende perd contre Josiah Ritchie (4-6, 6-8, 6-1, 6-0, 6-0) il perd après avoir mené 2 sets à 0 et aussi remporté ses 4 premiers tours très facilement (6-2, 6-0)(6-0, 6-1)(6-0, 6-1)(6-1, 6-4)
- 1908 Ostende perd contre Willy le Maire de Warzée d'Hermalle (6-2, 3-2 abandon)
- 1909 Ostende perd contre Willy le Maire de Warzée d'Hermalle (6-3, 6-3, 6-3)